# Mangsong Mangcän
Mangsong Mangcän (མང་སྲོང་མང་བཙན།) byl tibetský král, nástupce a vnuk Songcän Gampa.
Formálně se chopil trůnu rok po Songcän Gampově smrti v roce 649. Mangsong Mangcän byl však ještě dítě, proto se vlády ujal regent Gar Töngcan. Ten fakticky držel vládu nad Tibetem ve svých rukou.
Období vlády Mangsong Mangcäna bylo poznamenáno válečnými střety s Čínou, resp. dynastií Tchang. Tibetská vojska tehdy dobyla oblast Až (též Tchujüchun; jednalo se o oblast obývanou Tchujüchuny, čili spojenými kmeny mongolských kočovníků) a začala podnikat vojenské výpravy na území ovládané Tchangy. V roce 670 tibetská armáda vnikla do Čínského Turkestánu (této oblasti dnes přibližně odpovídá čínská provincie Sin-ťiang) a dobytím čtyř zdejších pevností (Chotan, Kuča, Kašgar a Karašahr) Tibeťané fakticky přebrali vládu nad celou oblastí. Čína odpověděla vysláním statisícové armády proti Tibeťanům. V bitvě u Ta-fej-čchuanu však byla čínská vojska poražena a ani v dalších bitvách se velkým Tchangům nepodařilo získat Tibetem odňatá území zpět.
Podle některých tibetských zdrojů Mangsong Mangcän zemřel v roce 676, podle jiných zdrojů však Tibeťané drželi jeho smrt v tajnosti po tři roky, aby tak Číňané nebyli obeznámeni se skutečností, že Tibetská říše nemá vůdce. Čínský zdroj klade královu smrt do roku 679. Mangsong Mangcän by pohřben nedaleko Jarlungu na královském pohřebišti.
Dalším tibetským králem se pak stal jeho syn Düsong Mangdže. Podle záznamů dynastie Tchang měl Düsong v roce 679 osm let (dle Západního počítání devět). Pravděpodobně se tak narodil v roce 670.